# Église Sant'Agnello Maggiore
Sant'Agnello Maggiore, également appelée Sant'Aniello a Caponapoli ou Santa Maria Intercede, est une église du centre historique de Naples
Selon la tradition, Agnello de Naples, aujourd'hui co-patron ( compatrono ) de la ville de Naples, est enterrée dans cette église. Selon d'autres traditions, il est enterré dans la cathédrale de Lucques . 

## Histoire
L'histoire de cette église est liée à sant'Agnello . Agnello était un évêque napolitain du VIe siècle, qui défendait la ville contre les Lombards.  
L'église avait été fondée et consacrée à la Vierge, par les parents d'Agnello. Des études récentes ont montré que l'église a été construite au sommet d'une ancienne acropole romaine du IVe siècle. À la mort de Sant'Agnello, le nom de l'église a été changé en Santa Maria dei Sette Cieli (des Sept Cieux). Au IXe siècle, l'évêque Athanase de Naples  a construit un nouvel édifice religieux  dédié à l'abbé Saint Agnello et a placé ses reliques dans l'église. Au Moyen Âge, le culte de Sant'Agnello prend de l'importance et de la fin du XIIIe siècle jusqu'en 1517, l'église est dirigée par un recteur, un prêtre de l'ordre des chanoines réguliers du Latran. 
De 1510 à 1600, l'église est reconstruite et agrandie par l'archevêque Giovanni Maria Poderico. Le transept de l'église a été reconstruit  en 1517 et les travaux à l'intérieur se sont poursuivis jusqu'au XVIIIe siècle. Le maître-autel est de Girolamo Santacroce, avec  des apports  de  Giovanni Battista Pandullo . Vincenzo Martino a refait le dallage. 
Le 7 août 1809, l'ordre monastique responsable de l'église est supprimé et le 12 janvier 1809, le monastère est vendu par le ministre des Finances à un citoyen privé Cosimo d'Orazio. Cependant, en 1856, le ministère de l'Intérieur est chargé de l'entretien et, en 1903, avait prévu la démolition de l'église et du monastère, mais le plan n'a jamais été mis en œuvre. En 1913, la paroisse a été transférée à l'église voisine de Santa Maria di Costantinopoli en raison de l'état précaire de la structure. La Seconde Guerre mondiale a aggravé les dégâts. En 1962, lors de la reconstruction, les restes de l'ancienne acropole sont retrouvés. Le vandalisme, les tremblements de terre et la vétusté contribuent à son mauvais état de conservation. En 2011, après une longue restauration, l'église a rouvert ses portes. 
L'église conserve encore des traces médiévales dans des bas-reliefs. Les peintures présentes ont une attribution incertaine. Seul l'autel principal sculpté par Girolamo Santacroce est original. 